# FK Bakou
Maillots
Le Futbol Klubu Bakou (en azéri : Futbol Klubu Bakı), plus couramment abrégé en FK Bakou, est un club azerbaïdjanais de football fondé en 1997 et basé à Bakou, la capitale du pays.

## Historique
- 1997 : fondation du club sous le nom de FK Dinamo Bakou
- 1998 : 1re participation à une coupe d'europe (C3, saison 1998/1999)
- 2004 : le club est renommé FK Bakou
- 2006 : 1re participation à la Ligue des Champions (C1, saison 2006/2007)

## Palmarès et résultats

### Palmarès
| Compétitions nationales | Compétitions internationales |
| - Championnat d'Azerbaïdjan (2) : - Champion : 2005-06 et 2008-09 - Vice-champion : 1997-98 et 2009-10 - Coupe d'Azerbaïdjan (3) : - Vainqueur : 2004-05, 2009-10 et 2011-12 |                              |

### Bilan européen
Note : dans les résultats ci-dessous, le score du club est toujours donné en premier
| Saison    | Compétition         | Tour             | Club                | Domicile | Extérieur | Total             |
| --------- | ------------------- | ---------------- | ------------------- | -------- | --------- | ----------------- |
| 1998-1999 | Coupe UEFA          | Premier tour Q   | Argeş Piteşti       | 0 - 2    | 1 - 5     | 1 - 7             |
| 2005-2006 | Coupe UEFA          | Premier tour Q   | MŠK Žilina          | 1 - 0    | 1 - 3     | 2 - 3             |
| 2006-2007 | Ligue des champions | Premier tour Q   | Sioni Bolnissi      | 1 - 0    | 0 - 2     | 1 - 2             |
| 2007      | Coupe Intertoto     | Premier tour     | Dacia Chisinau      | 1 - 1    | 1 - 1 ap  | 2 - 2 (1 - 3 tab) |
| 2009-2010 | Ligue des champions | Deuxième tour Q  | Ekranas Panevėžys   | 4 - 2    | 2 - 2     | 6 - 4             |
| 2009-2010 | Ligue des champions | Troisième tour Q | Levski Sofia        | 0 - 0    | 0 - 2     | 0 - 2             |
| 2009-2010 | Ligue Europa        | Barrages Q       | FC Bâle             | 1 - 3    | 1 - 5     | 2 - 8             |
| 2010-2011 | Ligue Europa        | Deuxième tour Q  | Budućnost Podgorica | 0 - 3    | 2 - 1     | 2 - 4             |
| 2012-2013 | Ligue Europa        | Premier tour Q   | ND Mura 05          | 0 - 0    | 0 - 2     | 0 - 2             |

Légende
- Victoire ou qualification pour le tour suivant
- Match nul
- Défaite ou élimination de la compétition

## Joueurs et personnalités du club

### Entraîneurs
Le tableau suivant présente la liste des entraîneurs du club depuis 1997.
| Rang | Nom               | Période   |
| ---- | ----------------- | --------- |
| 1    | Shamil Heydarov   | 1997-1998 |
| 2    | Ruslan Abdullayev | 1998-2000 |
| 3    | Elkhan Abdullayev | 2000-2004 |
| 4    | Asgar Abdullayev  | 2004-2006 |
| 5    | Boyukagha Hajiyev | 2006-2007 |

| Rang | Nom                 | Période               |
| ---- | ------------------- | --------------------- |
| 6    | Gjoko Hadžievski    | juil. 2007-sept. 2009 |
| 7    | Bülent Korkmaz      | sept. 2009-mars 2010  |
| 8    | Cüneyt Biçer        | 2010                  |
| 9    | Winfried Schäfer    | juin 2010-janv. 2011  |
| 10   | Aleksandrs Starkovs | janv. 2011-mars 2012  |

| Rang | Nom              | Période               |
| ---- | ---------------- | --------------------- |
| 11   | Novruz Azimov    | mars 2012-juil. 2012  |
| 12   | Božidar Bandović | juil. 2012-mai 2013   |
| 13   | Milinko Pantić   | juil. 2013-juil. 2014 |
| 14   | Ibrahim Uzunca   | août 2014-juin 2015   |
| 15   | Novruz Azimov    | juil. 2015-           |

### Joueurs emblématiques
- Fábio
- Anatoli Ponomaryov
- Sasha Yunisoglu
- Georgi Demetradze
- Aleksandr Rekhviashvili
- Vadim Boreț
- Andrejs Štolcers
- Māris Verpakovskis
- Deividas Česnauskis
- Mindaugas Kalonas
- Stevan Bates
- Evángelos Mántzios
- Koke
- Ibrahim Kargbo
- Kalidou Cissokho
- Pathé Bangoura
- Floribert Ndayisaba
- Edemir Rodríguez